# Gorovići (Czarnogóra)
Gorovići (cyr. Горовићи) – wieś w Czarnogórze, w gminie Kotor. W 2011 roku liczyła 37 mieszkańców.